# テウラーダ (イタリア)
テウラーダ（イタリア語: Teulada）は、イタリア共和国サルデーニャ州南サルデーニャ県にある、人口約3,500人の基礎自治体（コムーネ）。

## 地理

### 位置・広がり

#### 隣接コムーネ
隣接するコムーネは以下の通り。括弧内のCAはカリャリ県所属を示す。
- ドームス・デ・マリーア
- マザイナス
- ピシーナス
- プーラ (CA)
- サンタンナ・アッレージ
- サンタディ

## 行政

### 分離集落
テウラーダには、以下の分離集落（フラツィオーネ）がある。
- Gutturu saidu, Masoni de susu, Masoni de monti, Su de Is seis, Perdaiola, Su fonnesu, Foxi, Malfatano, Sa portedda, Matteu, Is carillus, Genniomus, Perdalonga